# Geranium velutinum
Geranium velutinum är en näveväxtart som beskrevs av Porphir Kiril Nicolai Stepanowitsch Turczaninow. Geranium velutinum ingår i släktet nävor, och familjen näveväxter. Inga underarter finns listade i Catalogue of Life.